# Walter Wittmann (Wirtschaftswissenschaftler)
Walter Wittmann (* 20. Dezember 1935 in Disentis; † 12. Februar 2016) war ein Schweizer Wirtschaftswissenschaftler und Publizist.

## Leben und Wirken
Wittmann wurde geboren als Sohn eines Pachtbauern. Er absolvierte das Gymnasium am Kloster Disentis und studierte von 1956 bis 1963 Wirtschaftswissenschaften an den Universitäten Freiburg, Münster und Louvain. 1960 wurde er in Freiburg promoviert und 1963 habilitiert. Anschliessend war er als Privatdozent, ab 1965 als Forschungsprofessor und ab 1967 als ordentlicher Professor für Finanzwissenschaft und schweizerische Wirtschaftspolitik an der Universität Freiburg tätig. 1998 wurde er emeritiert. Sein Nachfolger auf dem Lehrstuhl wurde Reiner Eichenberger.
Er brachte sich als Autor zahlreicher Bücher und mit Medienauftritten in den wirtschaftspolitischen Diskurs in der Schweiz ein. Dabei vertrat er eine wirtschaftsliberale Position. Die direkte Demokratie lehnte er ab, da sie den Bürger überfordere und der Wirtschaftskraft des Landes schade; aus demselben Grund befürwortete er ein Parlament mit Berufspolitikern.
Wittmann war ab 1977 Mitglied der Eidgenössischen Kartellkommission und von 1980 bis 1988 Präsident der Schweizerischen Vereinigung für Zukunftsforschung. 1985 wurde Wittmann «für sein unermüdliches Engagement im Interesse der sozialen Marktwirtschaft» mit dem mit 25'000 Franken dotierten Martin-Hilti-Preis ausgezeichnet.
Wittmann gehörte zunächst der CVP an. Nachdem ihn diese 1979 nicht als Nationalratskandidat aufstellte, wechselte er zur FDP. Bei den Nationalratswahlen 1983 wurde er jedoch nicht gewählt.
Er war verheiratet und hatte zwei Kinder. Zuletzt lebte er in Bad Ragaz.

## Publikationen (Auswahl)
- Die Agrarpreisbildung: Eine theoretische Untersuchung (= Veröffentlichungen des Wirtschafts- und Sozialwissenschaftlichen Institutes der Universität Freiburg Schweiz. Bd. 5). Universitätsverlag, Freiburg 1960, OCLC 5272682 (Dissertation, Universität Freiburg, 1960).
- Staatliche Aktivität, wirtschaftliche Entwicklung und Preisniveau. Polygraphischer Verlag, Zürich 1965.
- Die Finanzgesinnung des Bundes im Lichte der parlamentarischen Beratungen: Von der Weltwirtschaftskrise bis zur Gegenwart. Polygraphischer Verlag, Zürich 1969.
- Einführung in die Finanzwissenschaft. 4 Bände. Fischer, Stuttgart 1970–1974.
- Bundesstaatlicher Finanzausgleich: Eine Globalbilanz (= Zeitfragen der schweizerischen Wirtschaft und Politik. Nr. 101). Redressement National, Zürich 1970.
- Der unbewältigte Wohlstand: Die Zukunft von Wirtschaft, Staat und Gesellschaft. Ehrenwirth, München 1972, ISBN 3-431-01496-8.
- Wohin geht die Schweiz? Strategien des Überlebens. Ehrenwirth, München 1973, ISBN 3-431-01585-9.
- Aktuelle Probleme der schweizerischen Wirtschafts- und Finanzpolitik (= Wirtschaftswissenschaftliche Beiträge. Bd. 1). Universitätsverlag, Freiburg 1975.
- Eine zweigeteilte Schweiz: Agglomerationen und wirtschaftliche Randgebiete (= Eidgenössische Zukunft. H. 14). Haupt, Bern 1976, ISBN 3-258-02569-X.
- Öffentliche Finanzen: Einführung in die Finanzwissenschaft. Rowohlt, Reinbek bei Hamburg 1978, ISBN 3-499-21120-3.
- Bundesfinanzen und Sozialstaat. Rüegger, Diessenhofen 1978, ISBN 3-7253-0063-1.
- Wohin treibt die Schweiz? Die Schweiz in den achtziger Jahren: Verpasste Chancen oder Bewältigung der Zukunft – ein politisch-wirtschaftlich-gesellschaftlicher Schweizer Spiegel. Scherz, Bern/München 1979, ISBN 3-502-16865-2.
- Die neuen Ausbeuter. Seewald, Stuttgart 1980, ISBN 3-512-00594-2.
- Ausverkauf der Sicherheit. Philosophia-Verlag, München/Wien 1982, ISBN 3-88405-027-3.
- Kreuzzug gegen die Realität: Die ersten 100 Jahre nach Karl Marx. Bonn Aktuell, Stuttgart 1983, ISBN 3-87959-201-2.
- Die rote Utopie: Ist Sozialismus noch eine Alternative? Huber, Frauenfeld 1983, ISBN 3-7193-0874-X.
- Wider die organisierte Verantwortungslosigkeit: Ein Plädoyer für die Soziale Marktwirtschaft. Huber, Frauenfeld 1984, ISBN 3-7193-0938-X.
- Die Schweiz 2000: Niedergang oder Wende? Huber, Frauenfeld 1985, ISBN 3-7193-0952-5.
- Der Steuerstaat: Die Ausbeutung der Fleissigen. Wirtschaftsverlag Langen Müller/Herbig, München 1986, ISBN 3-7844-7174-9.
- Walter Wittmann (Hrsg.): Landesverteidigung 2010. Huber, Frauenfeld 1986, ISBN 3-7193-0972-X.
- Innovative Schweiz: Zwischen Risiko und Sicherheit. Verlag NZZ, Zürich 1987, ISBN 3-85823-186-X.
- Marktwirtschaft für die Schweiz. Huber, Frauenfeld 1992, ISBN 3-7193-1067-1.
- Das globale Desaster: Politik und Finanzen im Bankrott. Wirtschaftsverlag Langen Müller/Herbig, München 1995, ISBN 3-7844-7342-3.
- Countdown 2000: Chancen einer nachhaltigen Gesellschaft. Wirtschaftsverlag Langen Müller/Herbig, München 1997, ISBN 3-8004-1348-5.
- Die Schweiz: Ende eines Mythos. Wirtschaftsverlag Langen Müller/Herbig, München 1998, ISBN 3-7844-7379-2.
- Zukunft Kanada: Oase für Investoren und Einwanderer. Wirtschaftsverlag Langen Müller/Herbig, München 1999, ISBN 3-7844-7392-X.
- Bernard Ecoffey, Paul Krüger, Walter Wittmann: Landesverteidigung im Wandel. Huber, Frauenfeld 2000, ISBN 3-7193-1205-4.
- Direkte Demokratie: Bremsklotz der Revitalisierung. Huber, Frauenfeld 2001, ISBN 3-7193-1231-3.
- Zwischen Markt und Staat: Der steinige Weg zur europäischen Einheit. Wirtschaftsverlag Langen Müller/Herbig, München 2001, ISBN 3-7844-7412-8.
- Der helvetische Filz: Eine geschlossene Gesellschaft. Huber, Frauenfeld 2002, ISBN 3-7193-1278-X.
- Die Generationenfalle: Die Schere öffnet sich immer mehr. Signum, Wien 2002, ISBN 3-85436-337-0.
- Helvetische Mythen: Wie sie der Schweiz im Wege stehen. Huber, Frauenfeld 2003, ISBN 3-7193-1328-X.
- Der Sicherheits-Wahn: Wie die Schweiz Risiken meidet und Chancen verpasst. Huber, Frauenfeld 2004, ISBN 3-7193-1364-6.
- Halbzeit: Der Bundesrat auf dem Prüfstand. Orell Füssli, Zürich 2005, ISBN 3-280-05120-7.
- Helvetische Schlagworte: politisch – markant – leer. Orell Füssli, Zürich 2006, ISBN 978-3-280-06066-7.
- Der nächste Crash kommt bestimmt: So sichern Sie sich als Anleger ab. Orell Füssli, Zürich 2007, ISBN 978-3-280-05212-9.
- Wie man erfolgreich investiert: 10 goldene Regeln für private Anleger. Orell Füssli, Zürich 2008, ISBN 978-3-280-05268-6.
- Finanzkrisen: Woher sie kommen, wohin sie führen, wie sie zu vermeiden sind. Orell Füssli, Zürich 2009, ISBN 978-3-280-05327-0.
- Staatsbankrott: Warum Länder Pleite gehen – Wie es dazu kommt – Weshalb uns das was angeht. Orell Füssli, Zürich 2010, ISBN 978-3-280-05374-4.